# Ngũ Xã

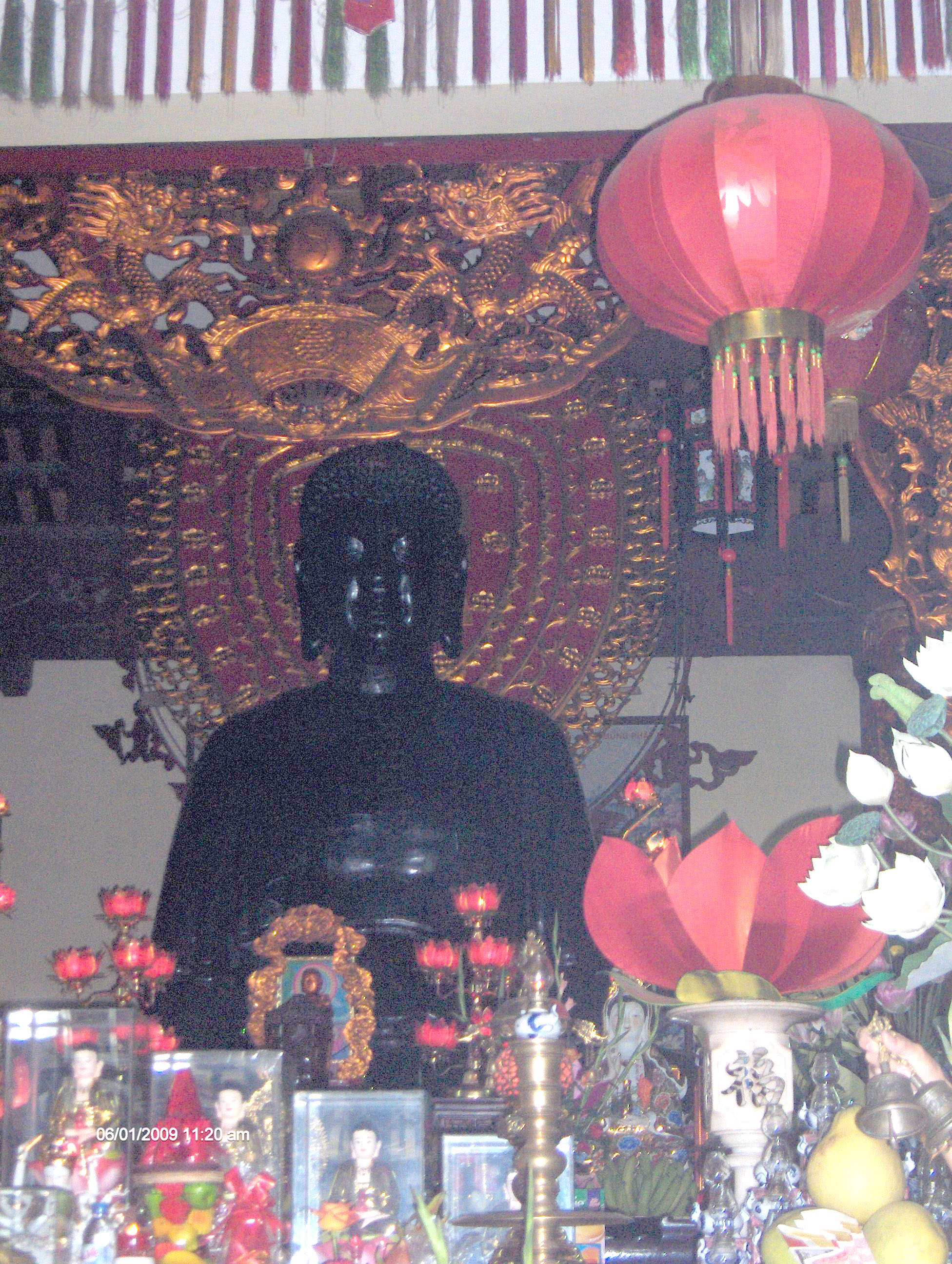
chùa Ngũ Xã với pho tượng đức Phật A Di Đà bằng đồng đầu tiên ở Việt Nam

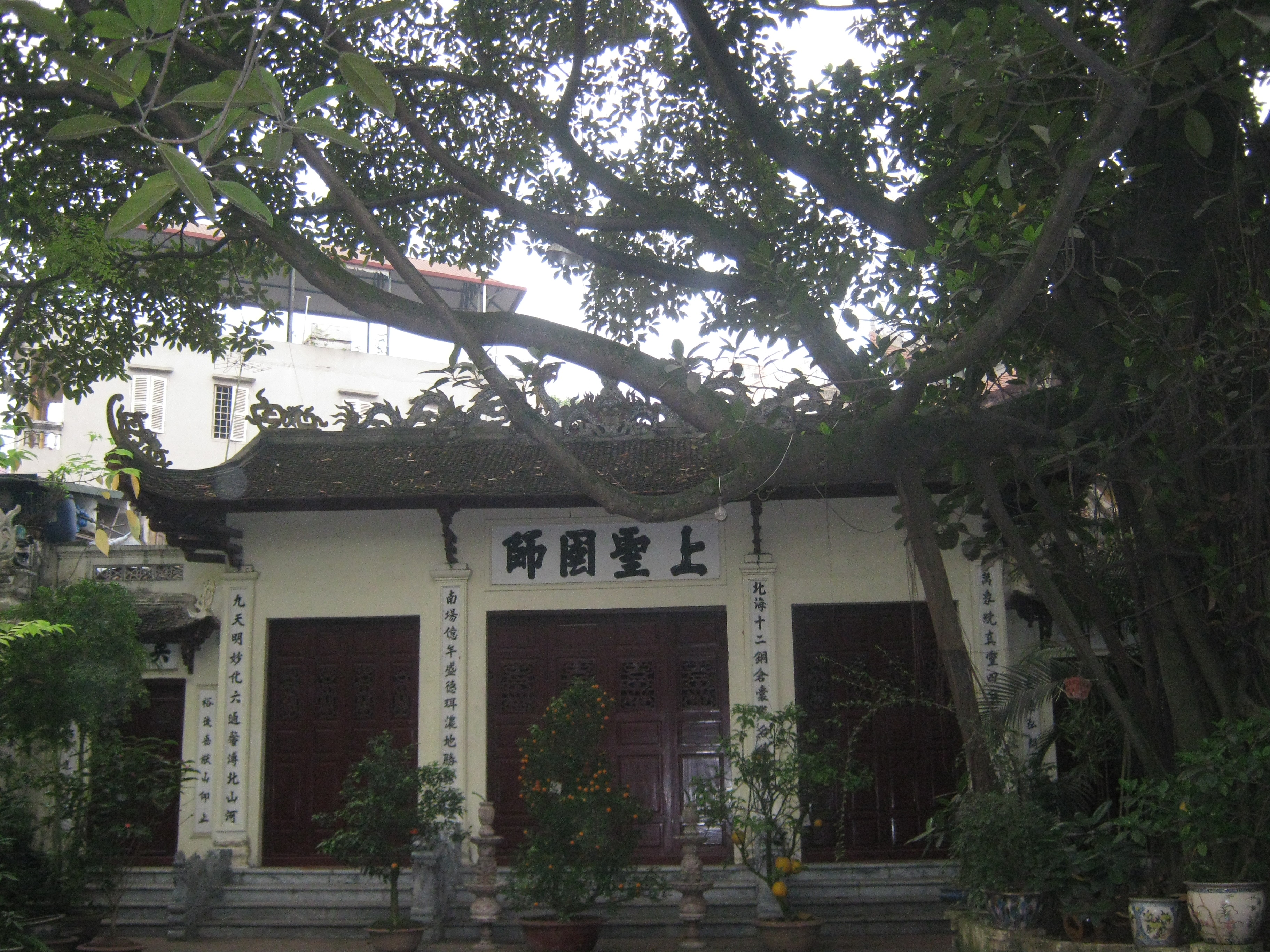
Đình thờ ông tổ đúc đồng Nguyễn Minh Không ở Ngũ Xá

Làng Ngũ Xã là một làng nghề nằm cạnh hồ Trúc Bạch, phía tây Thăng Long, nay là phố Ngũ Xã thuộc địa phận quận Ba Đình, Hà Nội.

## Lịch sử
Thế kỷ 17 – 18 đời Lê, một số thợ đúc đồng ở năm xã của huyện Siêu Loại (nay là Thuận Thành, Bắc Ninh) và huyện Văn Lâm, Hưng Yên là xã Đông Mai, Châu Mỹ, Lộng Thượng, Đào Viên (hay Thái Ti) và Điện Tiền (có tài liệu khác nói năm xã của tổng Đề Cầu: An Nhuệ, Kim Tháp, Lê Xá, Thư Đôi và Đề Cầu) có tên Nôm là làng Hè, làng Me, làng Giồng, làng Dí trên và làng Dí dưới kéo về đây mở lò đúc đồng, gọi là Tràng Ngũ Xã (trường đúc của năm xã).
Ngũ Xã là một địa phương nổi tiếng với nghề đúc đồng. Những pho tượng và đồ thờ bằng đồng của Ngũ Xã đã có mặt ở nhiều đình, chùa lớn ở Việt Nam. Một trong những sản phẩm của Ngũ Xã được nhắc tới nhiều nhất là pho tượng Phật A Di Đà ở chùa Thần Quang nằm ngay tại làng Ngũ Xã. Pho tượng cao 3,95 m, khoảng cách giữa hai đầu gối là 3,60 m, không có những sai sót về kỹ thuật đúc . Đây được xem là pho tượng đức Phật A Di Đà bằng đồng đầu tiên ở Việt Nam. Các tác phẩm nổi tiếng khác như tượng Trấn Vũ bằng đồng đen ở đền Quán Thánh đúc năm 1677, chuông chùa Một Cột cũng được nhiều tài liệu ghi nhận là sản phẩm của các nghệ nhân đúc đồng Ngũ Xã.
| “ | Lửa đóm ghen Năm Xã gây lò... (Lò đồng Ngũ Xã đỏ lửa suốt cả đêm thâu khiến cho lũ đom đóm phải ghen tức vì chúng mất độc quyền soi sáng) | ” |

Những năm cuối thế kỷ 20, làng Ngũ Xã đúc đồng bị ảnh hưởng của quá trình đô thị hóa, nghề đúc đồng truyền thống bị thu hẹp thay vào đó là khu phố mới với nhiều dịch vụ ẩm thực nổi tiếng của Hà Nội, đặc biệt là món ăn nổi tiếng món phở cuốn món ăn mới, lạ mắt, lạ tai duy nhất có ở Hà Nội hiện nay, món ăn thu hút nhiều nam nữ thanh niên và du khách trong nước và nước ngoài đến thưởng thức.
Hiện ở đây có chùa Ngũ Xã (tên chữ là Thần Quang tự hay Phúc Long tự, xây thế kỷ 18, thờ Phật và ông tổ nghề Đúc đồng Nguyễn Minh Không nên lấy tên Thần Quang theo chùa chính thờ ông này ở Nam Định (tức chùa Cổ Lễ) và đền Ngũ Xã thờ Mẫu